# Achar (cráter)
Achar es un cráter de impacto del planeta Marte situado a 45.8° Norte y 236.9° Oeste (45.5° Norte y 123.1° Este). El impacto causó un abertura de 5,5 kilómetros de diámetro en la superficie del cuadrángulo UTOPIA del planeta. El nombre fue aprobado en 1979 por la Unión Astronómica Internacional en honor a la localidad uruguaya de Achar.